# Pécsi Városi Könyvtár
A Pécsi Városi Könyvtár 1960 óta működik, és 2010-ben az Európa Kulturális Fővárosa program keretében összeolvadt a Csorba Győző Megyei Könyvtárral és a Regionális Tudásközpontban kaptak helyet.

## A Pécsi Városi Könyvtár
A könyvtár jogelődje, Pécs város Közművelődési Könyvtára 1943. október 1-jén alakult meg  az Apáca utcai copf stílusú műemléképületben.
Első igazgatója a költő Weöres Sándor volt, de a könyvtár tényleges megszervezése a következő igazgató, Csorba Győző érdeme. Az induló állományt Kelemen Mihály törzsorvos (Babits Mihály anyai nagybátyja), Mátyás Flórián történettudós és Szikray Odó tisztviselő hagyatéka képezte. Sem a háború utolsó évei, sem az újjáépítés időszaka nem kedvezett a könyvtár fejlődésének, az csak később, az 1950-es évek elején indult meg nagyobb léptékkel.
A Városi Könyvtár, valamint a vidéki könyvtárak szervezésére létrehozott, alig pár évet megért Pécsi Körzeti Könyvtár egyesülésével 1952-ben alakult meg a Baranya Megyei Könyvtár. Az épület hamarosan szűknek bizonyult – éppen a szolgáltatások fejlesztése miatt -, ám bővítése évtizedekig tartott. 1958-1962 között megépült a raktári és az olvasótermi szárny, 1974-ben pedig a Vörösmarty u. 1. számú műemléki épület is a könyvtárhoz került. 1982-1985 között épült fel az új olvasószolgálati helyiségeket magába foglaló két emeletes épület, majd a fejlesztés utolsó lépcsőjeként került sor 1987-1988-ban a Vörösmarty u. 5. szám alatti egyemeletes lakóház könyvtári célra történő átalakítására, itt kapott helyet a Zeneműtár és a Helyismereti Gyűjtemény. Az így kialakított épületegyüttes már megteremtette a színvonalas könyvtári szolgáltatásokhoz szükséges alapvető elhelyezési feltételeket.
Baranya megye második legnagyobb nyilvános könyvtára, a megye és Pécs város területén működő intézmények szakmai koordinációs központja. Szolgáltatásait Pécs város különböző pontjain lévő fiókkönyvtáraiban is végzi. Ezek közül 4 gyermekkönyvtár, 4 közös – gyermek és felnőtt – szerepkörű, 1 összevont köz- és iskolai könyvtár, 1 pedig felnőttek számára biztosít könyvtári ellátást.
Szolgáltatásai:
- hagyományos,
- audiovizuális,

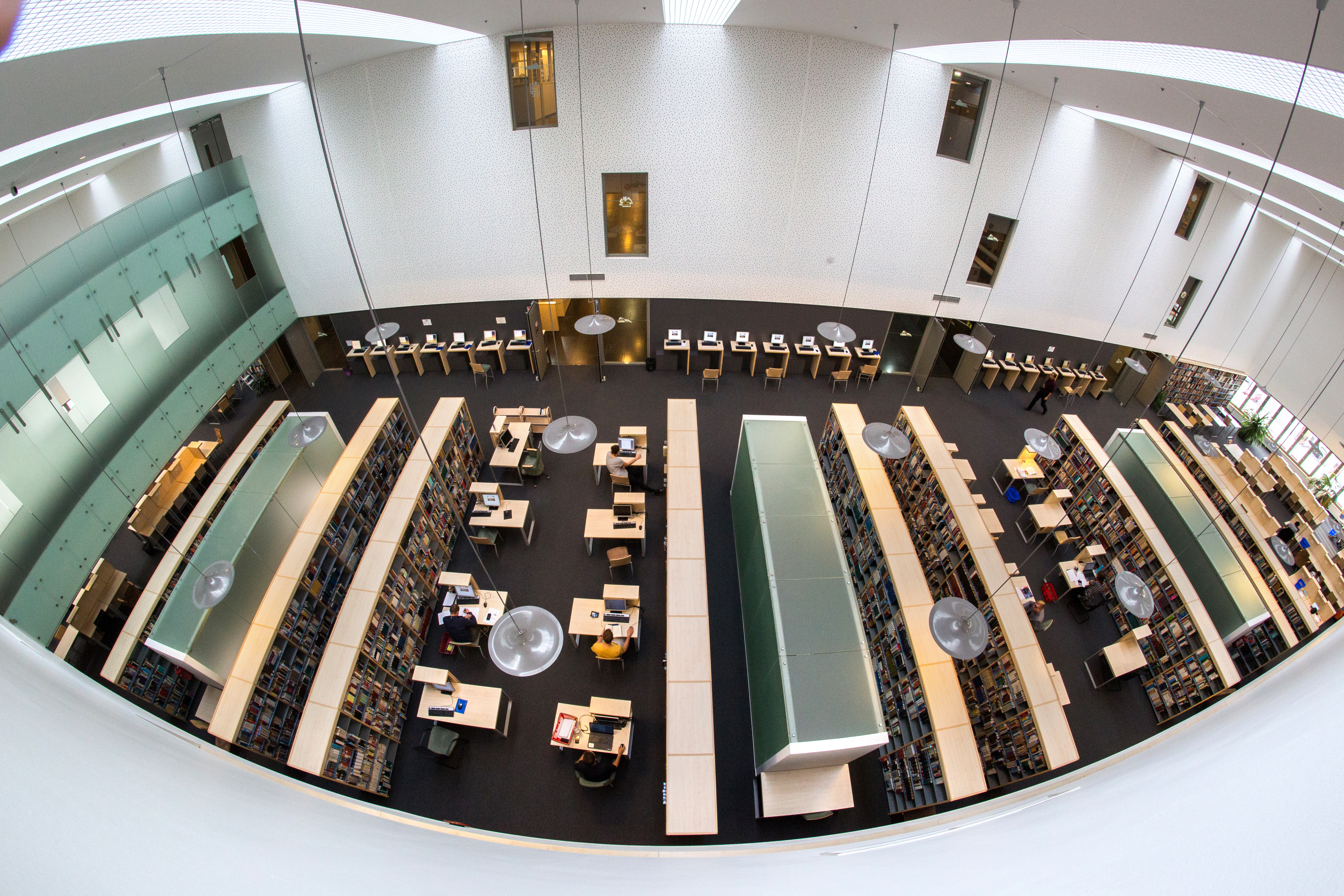
A könyvtár egyik olvasóterme

- elektronikus dokumentumok kölcsönzése,
- helyismereti kiadványok helyben használata,
- szakmai képzési és továbbképzési központ,
- európai információs pont,
- zenei tájékoztatás,
- egyéni zenehallgatási lehetőség,
- zenei hangzó dokumentum és videó kölcsönzés,
- Internet használat,
- vakok és gyengénlátók számára speciális hangzó dokumentumok helyben használata és kölcsönzése.

Kiemelten fontos feladatuknak tartják a hátrányos helyzetűek (szociális, kulturális és települési hátrány szempontjából), illetve a gyermekek, fiatalok olvasóvá nevelését, programok szervezését szabadidejük hasznos eltöltéséhez – együttműködve a pedagógusokkal és a családokkal is.
A Könyvtárakat évente több mint 100 000 ember látogatja, melyek összterülete 1286 m², összállománya pedig közel 200 000 dokumentum és könyv. A fiókkönyvtáras rendszert az 1960-as években vezették be Magyarországon, hogy ezzel közelebb vigyék a szolgáltatásokat a lakossághoz.
Az Európa kulturális fővárosa cím megnyerésével Pécsen nagyszabású beruházások történtek, melyek közül az egyik legfontosabb egy új tudásközpont létrehozása volt. Ma már a Dél-dunántúli Regionális Könyvtár és Tudásközpont épülete nyújt otthont a Pécsi Városi Könyvtár számára is. Az épület alapkövét 2009. szeptember 17-én rakták le.

## Fiókkönyvtárai
- Várkonyi Nándor Könyvtár (543, 77 468) – 1981-től
- Dr. Berze Nagy János Könyvtár (61, 12 569)
- Kertvárosi Könyvtár (150, 17 223) – 1968-tól
- Ifjúsági Könyvtár (130, 20 613) – 1968-tól
- Csipkefa Gyermekkönyvtár (111, 11 913)
- Kilenc Király Gyermekkönyvtár (140, 17 028)
- Nyitnikék Gyermekkönyvtár (56, 11 340)
- Pinokkió Gyermekkönyvtár (55, 10 617)
- Meszesi Fiókkönyvtár (40, 4 875) – 1979-től
- 7. sz. Fiókkönyvtár

* Zárójelben a fiókkönyvtár területe és az állománya található